# Abbondanza (divinità)

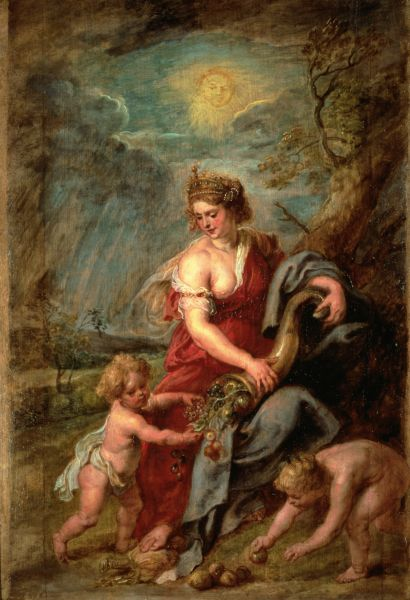
Peter Paul Rubens, Abbondanza, circa 1630, Tokyo, Museo Nazionale d'Arte Occidentale.

Abbondanza (in latino Abundantia) è nella mitologia romana la personificazione dell'abbondanza e della prosperità (confusa talvolta con Annona), nonché la custode della cornucopia, con cui distribuiva cibo e denaro. Secondo una descrizione di Ovidio, la dea seguì Saturno quando questi fu cacciato da Giove dai cieli.

## Descrizione
La principale versione dell'origine della cornucopia è simile nella mitologia greca e in quella romana, nelle quali il re degli dei, avendo rotto accidentalmente il corno della capra Amaltea, promise che questo non si sarebbe mai svuotato dei frutti del suo desiderio. Il corno venne in seguito passato alla custodia di Abbondanza.
Abbondanza superò le prove del tempo, prendendo la forma della francese Dame Habonde (nota anche come Domina Abundia, e Notre Dame d'Abondance), una figura fatata e benefica che si trova in tutta la mitologia teutonica, e nella poesia del Medioevo. Nei testi correlati a questa figura si dice che avrebbe elargito i doni dell'abbondanza e della buona fortuna a quelli che da lei venivano visitati, e nella società moderna è la patrona degli scommettitori.

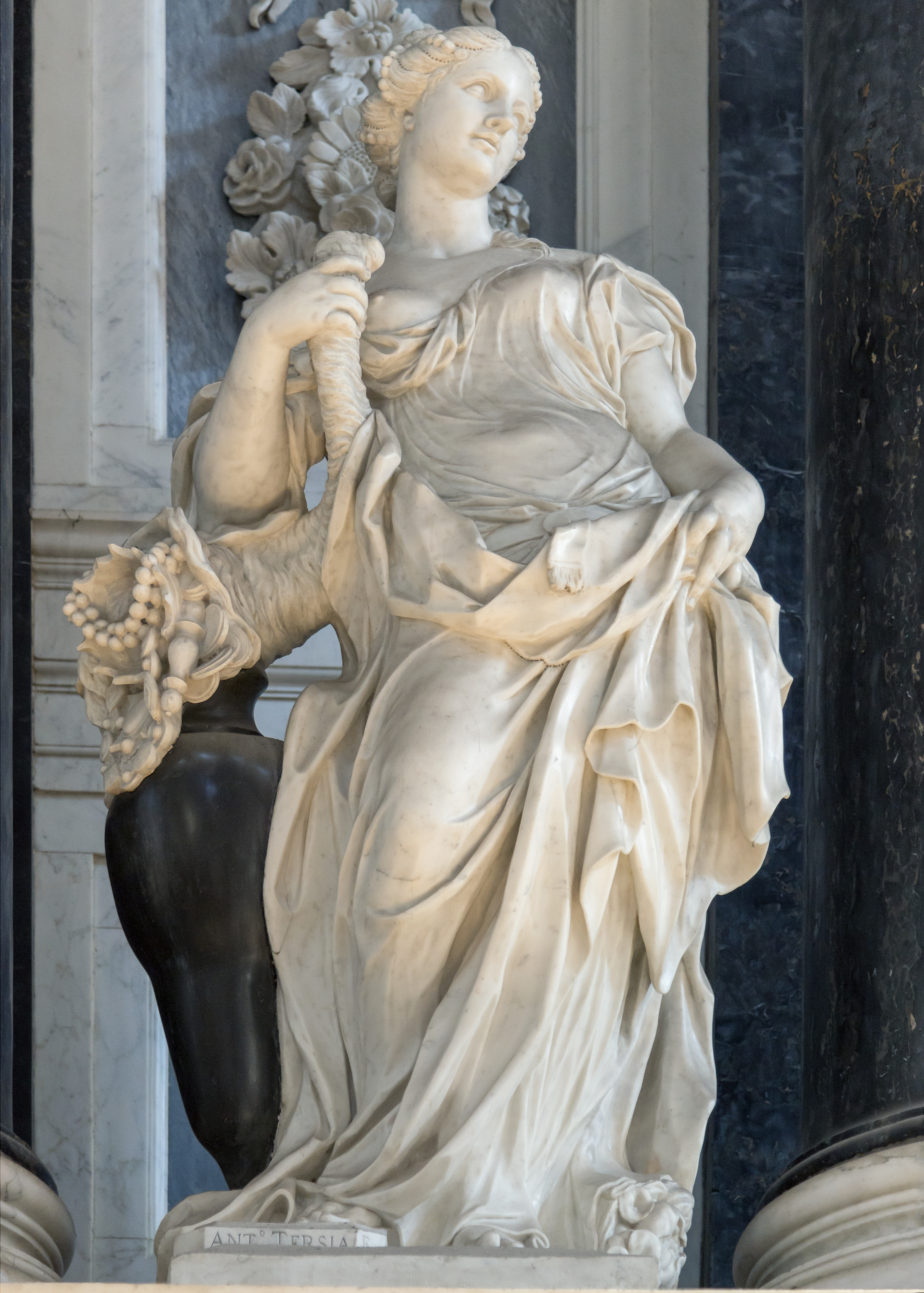
Abbondanza di Antonio Tarsia, San Zanipolo, Venezia

## Culto
Mentre ci sono pochi templi o segni del culto di Abbondanza rintracciabili a Roma, la dea è stata ampiamente rappresentata nell'arte. Spesso ritratta mentre regge la cornucopia e delle pannocchie di granoturco e lascia che il contenuto ricada a terra, Abbondanza ha impreziosito in passato le monete dell'antica Roma.
Una statua della dea è posta in cima ad una fontana di Palermo: la fontana del Garraffo. Questa fontana, opera dell'architetto Gioacchino Vitagliano nel 1698, fu spostata dalla sua sede di piazza del Garraffo alla Marina di Palermo nel 1862. Il nome della piazza dove era ubicata deriva dall'arabo "garraf" che equivale ad "abbondanza d'acqua".

## Divinità associate e parzialmente sovrapposte
Abbondanza non sempre si distingue agevolmente da Opi, in quanto quest'ultima presiedeva esclusivamente ad una stagione mentre Abbondanza dispensava ricchezze non solo agrarie.
All'uomo moderno, Opi, Abbondanza, Annona, Cerere, Bona Dea e Tellus possono essere confuse come sei invocazioni differenti della stessa figura, che successivamente fu identificata con la anatolica Cibele, la gallica Rosmerta, nonché con le greche Demetra e Rea.

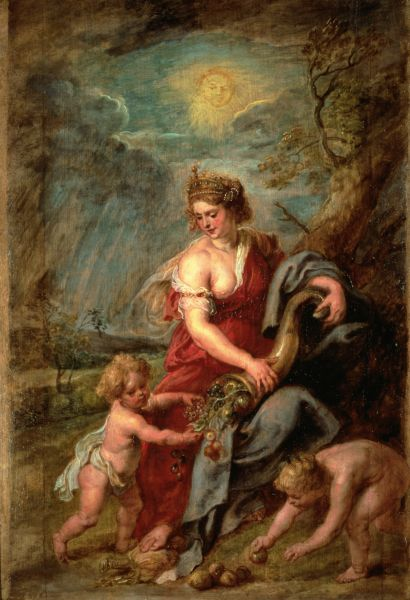
Opi o Abbondanza, non distinguibili in quanto dalla cornucopia fuoriescono solo frutti della terra.
Peter Paul Rubens, 1630 circa, Museo nazionale d'arte occidentale, Tokyo

Tale molteplicità di figure si può in gran parte ricondurre al fatto che il culto romano arcaico, più che essere politeista, credeva a molte essenze di tipo divino: degli esseri invocati i fedeli non conoscevano molto più che il nome, le funzioni e il numen di questi esseri, ossia il loro potere, si manifestava in modi altamente specializzati. Poiché la coltura della terra e la raccolta delle messi occupava un ruolo centrale nella vita di allora, ne consegue l'interesse, la profusione dei riti, dei modi di invocazione e persino il numero delle figure invocate.

## Sopravvivenza del culto in epoca cristiana
Secondo alcuni studi ci potrebbe essere un'equivalenza tra la dea Abbondanza e la dea gallica Rosmerta, anche se le due figure non sono mai state direttamente accostate nelle iscrizioni.
Guglielmo d'Alvernia, vescovo di Parigi, menziona una Domina Abundia (Signora Abbondanza), figura che compare anche nell'allegorico Roman de la Rose come Dame Habonde.
Viene riferito che di notte le Dominae Abundia entravano nelle case dove erano preparate le offerte. Qui giunte, bevevano e mangiavano, pur lasciando per miracolo intatte le libagioni; se queste poi erano di loro gradimento, portavano prosperità e fertilità.
Il vescovo Guglielmo d'Alvernia considerava queste pratiche come una forma d'idolatria.
Tradizioni folcloristiche del XIX secolo identificano queste figure con le fate celtiche.
Il cardinale Niccolò Cusano riferì che durante un suo viaggio attraverso le Alpi francesi, nel 1475, incontrò due vecchie donne, imprigionate per stregoneria, che gli rivelarono d'aver apostatato la fede cristiana per mettersi al servizio della Domina Abundia (Richella), alla quale si erano votate in cambio di buona fortuna. Il cardinale, tuttavia, reputò che le due vegliarde erano state illuse in sogno dal diavolo (che aveva fatto leva sulla loro debolezza mentale, ignoranza e povertà), ma che non fossero davvero delle streghe (maleficae), e che dunque dovessero far ammenda del proprio grave peccato, ma non essere mandate al rogo.

## Divinità correlate
- Annona
- Fortuna
- Tiche
- Opi
- Cibele
- Rosmerta
- Demetra
- Dis Pater
- Pluto